# Collegio di Barnsley South
Barnsley South è un collegio elettorale situato nel South Yorkshire, nello Yorkshire e Humber, e rappresentato alla Camera dei comuni del Parlamento del Regno Unito. Elegge un membro del parlamento con il sistema first-past-the-post, ossia maggioritario a turno unico; l'attuale parlamentare è Stephanie Peacock del Partito Laburista, che rappresenta il collegio dal 2024.

## Estensione
Il collegio comprende i seguenti ward del borgo metropolitano di Barnsley: Darfield, Dearne North, Dearne South, Hoyland Milton, Kingstone, Rockingham, Stairfoot, Wombwell e Worsbrough.

## Membri del parlamento
| Elezione | Elezione | Deputato          | Partito   |
| -------- | -------- | ----------------- | --------- |
|          | 2024     | Stephanie Peacock | Laburista |

## Elezioni

### Elezioni negli anni 2020
| Partito                    | Partito                                      | Candidato                  | Risultati 4 luglio 2024 | Risultati 4 luglio 2024 |
| Partito                    | Partito                                      | Candidato                  | Voti                    | %                       |
| -------------------------- | -------------------------------------------- | -------------------------- | ----------------------- | ----------------------- |
|                            | Laburista                                    | Stephanie Peacock          | 16 399                  | 46,74                   |
|                            | Reform UK                                    | David White                | 11 651                  | 33,21                   |
|                            | Conservatore                                 | Suzanne Pearson            | 3 247                   | 9,26                    |
|                            | Verdi                                        | Trevor Mayne               | 1 521                   | 4,34                    |
|                            | Lib Dem                                      | Simon Clement-Jones        | 1 172                   | 3,34                    |
|                            | Yorkshire                                    | Simon Biltcliffe           | 716                     | 2,04                    |
|                            | Laburista Socialista                         | Terry Robinson             | 227                     | 0,65                    |
|                            | Democratici Inglesi                          | Maxine Spencer             | 149                     | 0,42                    |
|                            |                                              |                            |                         |                         |
| Iscritti                   | Iscritti                                     | Iscritti                   | 75 850                  | 100,00                  |
| ↳ Votanti (% su iscritti)  | ↳ Votanti (% su iscritti)                    | ↳ Votanti (% su iscritti)  | 35 082                  | 46,25                   |
| ↳ Astenuti (% su iscritti) | ↳ Astenuti (% su iscritti)                   | ↳ Astenuti (% su iscritti) | 40 768                  | 53,75                   |
|                            |                                              |                            |                         |                         |
|                            | Esito: collegio a Laburista (nuovo collegio) |                            |                         |                         |